# 鶴岡弥生
鶴岡 弥生（つるおか やよい、1961年3月31日 - ）は、日本の元女優、歌手、声優。千葉県柏市出身。

## 経歴
千葉県流山市で生まれた後、柏市へ転居する。
中学2年生の時に女優を志し、両親の反対を押し切って徳大寺伸の門下生になる。1974年にテレビドラマ『非情のライセンス』の端役で女優デビューをし、その後も雑誌のグラビアページやテレビCMに出演した。芸能活動継続のため、共立女子中学校・高等学校から地元の千葉県立東葛飾高等学校の夜間部へ移ったものの、1年目で中退している。
1977年、日本クラウンからリリースされたシングル「サラダの季節」で歌手デビュー。また、1980年には声優としても活動。同年に放送のテレビアニメ『スーキャット』で主人公・スーの声を担当し、関連楽曲の歌唱も担当した。

## 出演

### テレビドラマ
- 非情のライセンス（1974年、NETテレビ） - 中学生 役[1]
- 燃える捜査網（1975年、NETテレビ）

### テレビアニメ
- スーキャット（1980年、東京12チャンネル）（スー）

### CM
- キユーピー ドレッシング（1975年 - 1977年）[1]
- セイコー ジョイフル（1977年）[1]

## ディスコグラフィー

### シングル
- サラダの季節／冒険（1977年）
- あぶない16才／騒がれてクラクラ（1977年）
- 親馬鹿（1977年） - 川崎敬三とのデュエット。
- さわやか君（1978年）
- 月夜はきらい／馬に蹴られて死んでやる（1978年）
- スー・キャット・ソング Part2／屋根の上のララバイ（1979年）
- 夢見るスーキャット／青い風の日（1980年）
- ペルシャン・ブルー・ナイト／ミステリアス・ショック（1981年） - 事実上最後のシングルレコード。

### アルバム
- スー・キャット物語 青い風の日（1980年） - 鶴岡が歌唱を担当した『スーキャット』関連楽曲をいくつか収録。シングルカットされた上記イメージソングと主題歌のほか、「スーキャットのジングルベル」「飛んできたサンタクロース」「んー・ジャンピングニャン」の3曲も収録されている。

以上、全て日本クラウンが原盤を保有。当時のリリースはアナログレコードであり、2016年時点で「危ない16歳」「月夜はきらい」「馬にけられて死んでやる」以外の曲が復刻されていない。2021年発売の『伊藤アキラ ソングブック』に「夢見るスーキャット」が収録されたほか、2025年に配信限定で発表された『PANAM レーベルヒストリー』に「スー・キャット・ソング Part2」「屋根の上のララバイ」「夢見るスーキャット」「青い風の日」が収録された。